# Pietro Zeno (mort en 1345)
Pietro Zeno (mort le 17 janvier 1345) est le capitaine et baile de Négrepont (en) vénitien de 1331 à 1333 et un des chefs de la Croisade smyrniote (1343–45).
En mai-juin 1332, une flotte turque aydinide de 380 navires sous le commandement d'Umur Bey attaque Négrepont. Zeno rachète leur départ en payant un large tribut. Le 18 juillet 1332, le Doge Francesco Dandolo charge Zeno et Pietro da Canale d'organiser une alliance anti-turque. À la fin de l'année, la Ligue navale, « une union, une société et une ligue pour la déconfiture des Turcs et la défense de la vraie foi », est officiellement constituée. En 1334, Zeno prend le commandement de la flotte de vingt galères de la ligue et, le 14 septembre, vainc (en) la grande flotte de Yakhshi, émir de Karasi, au large d'Adramyttion.
En septembre 1343, le Grand Conseil de Venise élit Zeno en tant que capitaine de la flottille de cinq galères qu'il envoie afin d'aider la croisade contre Smyrne, tenue par les Aydinides. Bien que la croisade soit un grand succès naval et que la place forte de Smyrne soit prise, Zeno est lui-même tué par les forces d'Umur Bey dans une embuscade alors que lui et les autres chefs de la croisade, dont Henri d'Asti (en), tentent de célébrer une messe dans une église située dans la zone neutre entre les lignes de bataille.
Le fils de Zeno, également nommé Pietro Zeno, est un diplomate célèbre dans la région de la Méditerranée orientale.